# Berninska železnica
Berninska železnica je enotirna železniška proga, tirne širine 1000 mm, ki je del Retijske železnice (RhB). Začne se v letovišču St. Moritz, v kantonu Graubünden v Švici in konča v mestu Tirano, v pokrajini Sondrio v Italiji ter prečka prelaz Bernina. Z višino 2253 metrov je najvišji železniški prelaz v Evropi in tretja najvišja železnica v Švici. Prav tako se uvršča najbolj strme železnice na celini in je z naklonom do 7 % ena najbolj strmih adhezijskih železnic na svetu.
7. julija 2008 sta bili Berninska železnica in Albulska železnica, ki sta sestavni del RHB, uvrščeni na seznam UNESCO-ve svetovne dediščine, pod imenom Rhaetian Railway in the Albula / Bernina Landscapes. Celotna lokacija velja kot skupno čezmejno švicarsko-italijansko območje dediščine.
Najbolj znani vlaki, ki vozijo po Berninski železnici so tako imenovani Bernina Express.

## Zgodovina
V letu po zaključku Albulske železnice, 1904, je bila ustanovljena družba Bernina-Bahngesellschaft (BB) (BB) s ciljem odprtja železniške proge med St. Moritzom in Tirano, preko prelaza Bernina. Po pridobitvi koncesije za tako progo leta 1906 je BB začela z odpiranje. odsekov od leta 1908 dalje: 1. julija 1908 med Pontresino in Morterataschom ter med Tirano in Poschiavo; 18. avgusta istega leta med Pontresina in Celerina; in 1. julija 1909 med Celerina in St. Moritzem in med Morteratschom in Bernina Suot. 5. julija 1910 je bila odprta celotna proga, saj so končali najtežji odsek med Bernina Suot in Poschiavo. Proga, ki je elektrificirana, deluje na enosmerni tok od začetka. Leta 1935 je bila napetost povečana od 750 do 1000 voltov.
Prvotno je bila Berninska železnica namenjena samo uporabi v poletnih mesecih, vendar je že 1913/14 BB začela delovati tudi pozimi. Za ta razvoj, ki je povezan z velikimi vremenskimi težavami, je bila potrebna postavitev zaščite pred plazovi.
V prvih letih obstoja je bila BB vedno na robu stečaja. Stroški gradnje na progi so do leta 1915 znašali okoli 15 milijonov švicarskih frankov. Tudi uvedba jedilnega vagona leta 1928 in paketi za turiste niso omogočali ohraniti majhne železnice pred propadom. Zaradi težke finančne situacije jo je leta 1943 prevzela Retijska železnica.
RhB je progo temeljito posodobila, tudi zaradi vojaških razlogov in popolnoma obnovila odsek na vrhu prelaza. Prvotna proga na severni ploščadi na prelazu Bernina je bila trasirana s krivinami, ki so omogočali potnikom spektakularne poglede, a zato je ležala na poti plazov. Novi deli proge so odrezali te krivine, elektro omrežje in staro progo so odstranili, vendar je podstruktura v visokogorju še vidna.
Od sredine 1980-ih je Retijska železnica začela posebej tržiti naravne in tehnične znamenitosti Berninske železnice za turiste. Tako je odsek od Pontresine do Tirano del na trase Bernina Express. V oktobru 2011 je bila kot prva proga na svetu posneta in objavljena na Google Street View.

## Opis
St. Moritz je postaja urejena za Albulsko in Berninsko železnico. Ker obe železnici napaja različen sistem elektrifikacije, se sicer srečata na isti postaji, a delujeta na ločenih progah in različnih platformah. Berninska železnica zapusti postajo St. Moritz v vzhodni smeri in prečka reko Inn preko 64 m dolgega viadukta. Nato prehaja skozi 689 m dolg predor Charnadüra II, najdaljši predor na vsej poti. Naslednja postaja, Celerina Staz, je na 1716 m nad morjem, kar je najnižja točka na severni strani prelaza Bernina. Od tam do Ospizio Bernina proga zdaj pleza skoraj neprekinjeno. Po vrnitvi na bregove Inna, doseže majhno postajo Punt Muragl Staz. Na tej točki je spodnja postaja vzpenjače na Muottas Muragl, odprta leta 1907.
Naslednja postaja je Pontresina, ki je skupaj s postajo St. Moritz, posebnost v omrežju RhB: dva popolnoma različna sistema elektrifikacije se tukaj srečata. Vlaki s pogonom 11 kV AC, ki vstopajo na postajo na progi od Samedanuja, uporabljajo tire od 1 do 3, medtem ko 1000 V DC pogon berninskih vlakov uporabljajo tire 3 do 7. Tir 3 ima možnost zamenjali izmenični tok z enosmernim in poseben signal, ki prikaže vlakovnemu osebju vrsto toka, ki se uporablja. S pomočjo tira 3, lahko vlaki uporabljajo isto linijo, kljub njihovemu različnemu sistemu elektrifikacije. Na tiru 3 se torej izmenjavajo lokomotive slavnega Bernina Express, ki deluje med Churom ali Davos Platz in Tirano.
Proga se zdaj obrne proti jugovzhodu. Po prečkanju potoka Roseg, ki poteka skozi postajo Surovas (prej imenovana »Sans Souci«) in prečkanjem potoka Bernina, končno doseže postajo Morteratsch, približno 2 km pod ledenikom Morteratsch. Mimo drugega konca postaje je svetovno znana Montebello Curve, kjer se proga križa s cesto. Proga in cesta sedaj združno peljeta do Ospizio Bernina. Na nedavno posodobljeni zanki Bernina Suot, je že dosežena drevesna meja. Naslednji postaji sta Diavolezza in Bernina Lagalb; obe sta izhodišči za žičnice.
Naslednji odsek je verjetno najbolj zanimiv na severni strani prelaza. Tu proga zelo vijuga in se premika iz ene strani doline na drugo. Prvič prečka potok Bernina s 37 m dolgim mostom Spodnji Berninabach, nato pa prečka Arlasbach, pritok potoka Bernina. Na Zgornjem Berninabach mostu se proga premakne nazaj na vzhodno stran doline. Jugozahodno od tu se dvigujeta veličastna Piz Bernina in Piz Palu. Sledi 175 m dolga galerija Arlas, ki predstavlja zaščito pred snežnimi zameti. Na jugozahodni strani sta jezerci znani kot Lej Pitschen in Lej Nair. Neposredno za njimi je 15 m visok stolp in 283 m dolgo jez Lago Bianco, ki tako zaznamuje razvodnico med Donavo in Padom.
Železnica zdaj poteka po vzhodnem bregu jezera in v bližini Ospizio Bernina in doseže najvišjo točko na 2253 m nad morjem. Berninska železnica je tako najvišja proga v Alpah, ki deluje kot javna železnica s celoletnim prometom. Odsek od tu do Poschiavo je zlasti ogrožen z opastmi in snežnimi plazovi, zato so zgrajeni številni inženirski objekti, kot: 140 m dolga galerija Scala, 192 m dolg predor Scala, še daljša galerija Sassal Mason z 348 m in 54 m dolg predor Drago.
Za galerijo Grüm je privlačna postaja Alp Grüm. Ni le na gozdni meji, ampak označuje tudi jezikovno meje z Italijo. Od tu naprej se proga spušča z naklonom do 7 % in prek več S-ovinkov navzdol v dolino Poschiavo. To se zgodi brez pomoči zobatih koles, zato je Berninska železnica ena najbolj strmih adhezijskih železnic na svetu.
Takoj za postajo Alp Grüm proga zavije v sotesko s 180 ° ovinkom in prečka pod Alp Grümom skozi galerijo Zgornji Palu. V nadaljnjem 180 ° ovinku vodi skozi predor Palu in nato preko Spodnje Palu galerije. Sledijo še štiri polkrožne zanke, dokler proga ne doseže postajo Cavaglia. Od okoli 2000 je bila narejena nova avtomatska zanka, Stablini, med Alp Grümom in Cavaglio. V cikcaku proga nadaljuje od Cavaglia v dolino preko Cadera do Privilasca. Od tam proga zapusti ostre ovinke in še vedno v svojem največjem naklonu doseže dolino Poschiavo. V Poschiavu se končno spet sreča s cesto čez prelaz Bernina.
Na zahtevo skupnosti Poschiavo je postaja zgrajena zunaj meja vasi. Ima železniško skladišče in delavnico, v kateri so tako shranjeni nekateri zgodovinski vagoni Berninsle železnice. Preostali del proge, približno 17 km do Tirano ima delno status gorske železnice, delno pa način tramvajskega sistema. Po postaji Li Curt, zgrajeni šele leta 1977, se proga konča na ulici v vasi Le Prese. Med Le Prese in Miralago poteka ob bregovih jezera Poschiavo na višini jezera, to je na 965 m.
Pod Brusiom se železnica, kot njen zadnji vrhunec, spusti po spiralnem viaduktu Brusio, ki služi samo za prilagajanje višine proge. Spiralnemu viaduktu sledi postaja za vas Campascio. Onstran meje postaje Campocologno, ki je neobičajno velika zaradi carinskih objektov, proga končno doseže Italijo in po prehodu na glavnega trga v Tirano, svojo končno postajo. Tukaj se Berninska železnica sreča s standardno tirno širino in infrastrukturo italijanskih državnih železnic družbe Rete Ferroviaria Italiana (RFI), kjer se proga nadaljuje skozi Valtellina v Milano.

## Vozni park in promet
Danes so na Berninski železnici v uporabi naslednji razredi vagonov in lokomotiv: petnajst Abe 8 / 12i od leta 2010, ki so zamenjali staro serijo motorjev, kot štiri Abe 4 / 4I in devet Abe 4 / 4H. Še vedno obratuje šest Abe 4 / 4III in dve Gem 4/4, ki lahko deluje brez električne energije, zahvaljujoč dizelskemu generatorju znotraj (dvojni motorji lokomotive).
Vagoni so potniški in tovorni. Nekaterim potniškim vlakom so dodani vagoni za prevoz avtomobilov, dokler se ne doseže največja vlečna zmogljivost vlaka 140 ton. Zaradi varnostnih razlogov, zaradi prisotnosti nevarnih snovi, druga tovorna vozila vozijo s tovornimi vlaki. Kljub temu, da je bila ustanovljena sprva le za turistični promet, Berninska železnica zdaj pomaga v trgovini z Italijo s prevozom velikih količin tovora, ki je sestavljen predvsem iz kurilnega olja, goriv in lesa.
Vozni red je dobro zasnovan, s celoletno storitvijo za potnike na uro v vsako smer. V celoti s panoramskimi vagoni sta opremljena Bernina Express in Trenino Rosso, vsak v eni smeri.
V zimskem času se uporablja star iz leta 1913 parni rotacijski snežni plug, dva električna rotacijska odstranjevalca snega iz leta 1968 in tudi dva sodobna motorja iz leta 2010. Njihovo delovanje je tudi turistična atrakcija za vse železniške navdušence iz vsega sveta, še posebej tisti parni. Dva Gem 4/4 imata prav tako rotacijski snežni plug.
V zvezi z nevarnostjo plazov na Berninski železnici, je Retijska železnica razvila nenavaden postopek in sicer v poznem zimskem času, ko je nevarnost plazov največja, s topništvom strelja na mesta izvora plazov, da bi sprožili njihov nadzorovan nastanek.

## Audio-vizualni material
- "Von Pontresina, Oberengadin, nach Bernina Hospiz", Welt-Kinematograph, Freiburg i. Br., Germany 1909 or 1910.
- "Mit der Berninabahn", Welt-Kinematograph, Freiburg i. Br., Germany 1910.
- "Le Ferrovie del Bernina", Pasquali e C., Turin, Italy 1911.
- "The Bernina Railway (Switzerland)", Urbanora, Great Britain 1912.
- "La Ferrovia del Bernina", Regie: Giovanni Vitrotti, Società Anonima Ambrosio, Turin, Italy 1913.
- "Europe's Winter Playground", Director: Frederick Burlingham, British & Colonial Kinematograph Company, Great Britain 1913.
- "Dallo Spluga al Bernina", Luca Comerio, Milan, Italy 1914.
- "Eine Fahrt mit der Bernina-Bahn (Schweiz)", Sascha-Filmfabrik, Vienna, Austria 1914.
- The TV program "Die schönsten Bahnstrecken Europas", which was shown on Germany's ARD network (see also Das Erste), included a cab ride on the Bernina Railway.

## Galerija
- Vlak Retijske železnice v Tirano.
- RhB vlak Tirano med Lagalb in Ospizio Bernina.
- Bernina Express panoramski vlak.
- Lei Pitschen pozimi.
- Regionalni vlak na progi Bernina ob jezeru Lake Nero na prelazu Bernina
- Prečkanje potoka Berninabach.
- Galerija Grüm pri Alp Grüm.
- Postaja Poschiavo.
- Postaja Retijske železnice v Tirano.
- ABe 4/4 I 30 in 34 pred Alp Grüm.
- Hibridna lokomotiva Gem 4/4 med vožnjo.
- Rotacijski odstranjevalec snega Xrotd 9213 z Gem 4/802 4 na delu.